# Иоутынья
Иоутынья (в верховьях Ёлтынья) — река в России, протекает по территории Берёзовского района Ханты-Мансийского АО. Устье реки находится в 80 км по правому берегу Няйса. Длина реки — 70 км, площадь водосборного бассейна — 770 км²

## Притоки
(указано расстояние от устья)
- 5 км: Лопсисос (пр)
- 22 км: Канъя (пр)
- Пазыпатымсос (лв)
- 37 км: Телипаулычья (пр)
- 49 км: Янгтумп (пр)

## Данные водного реестра
По данным государственного водного реестра России относится к Нижнеобскому бассейновому округу, водохозяйственный участок реки — Северная Сосьва, речной подбассейн реки — Северная Сосьва. Речной бассейн реки — (Нижняя) Обь от впадения Иртыша.